# Morane-Saulnier MS.35
Morane-Saulnier MS.35 EP2 (AR.35EP) – francuski samolot szkolno-akrobacyjny. Zaprojektowany i zbudowany w 1918 roku w wytwórni lotniczej Aeroplanes Morane-Saulnier S.A. w Villacoublay pod Paryżem.

## Historia
W 1918 roku inż. Leon Morane opracował samolot szkolno-akrobacyjny, który oznaczono jako Morane-Saulnier AR.35EP, choć bardziej znany jest pod nazwą MS.35 EP2. Samolot ten był wersją opracowanego w 1915 roku samolotu oznaczonego jako Morane-Saulnier AR  i stanowił dwumiejscową odmianę jednomiejscowego samolotu szkolno-bojowego MS.30E1 zbudowanego w układzie tzw. parasola. Samolot MS.35 EP2 oblatano w 1919 roku. Wykazywał on doskonałe właściwości pilotażowe i dobrą zwrotność. Był łatwy w pilotażu i miał bardzo małą prędkość lądowania, krótki rozbieg i dobieg. Nadawał się więc do zarówno do wstępnego szkolenia, jak i treningów, a także nauki akrobacji.
Od swojego poprzednika, samolotu Morane-Saulnier MS.30, różnił się przede wszystkim trochę większymi wymiarami, innym kształtem i zamocowaniem płata, bardziej smukłym kadłubem mieszczącym zamiast jednej dwie odkryte kabiny oraz usterzeniem o nieco mniejszej powierzchni. Kadłub o konstrukcji kratownicowej drewnianej mieścił z przodu na łożu metalowym silnik rotacyjny. Za silnikiem pod płatem znajdowała się odkryta kabina ucznia lub trenującego pilota wyposażona w komplet niezbędnych przyrządów pokładowych oraz urządzenia sterujące. Tuż za nią znajdowała się druga odkryta kabina instruktora z tylko z najważniejszymi przyrządami pokładowymi i urządzeniami sterowniczymi. Na końcu kadłuba zamontowano usterzenie klasyczne składające się ze stateczników i sterów krytych płótnem. Pokrycie przedniej części kadłuba stanowiła blacha aluminiowa, środkowa część przy  kabinach sklejką, tylna zaś płótnem. Płat niedzielony o kształcie prostokątnym, drewniany, kryty płótnem, był mocowany do kadłuba za pomocą słupków oraz usztywniony wieloma cięgnami z drutu stalowego. U góry na płacie zamocowano tzw. kozioł przeciwkapotażowy, który jednocześnie spełniał rolę wysięgnika dla cięgieł usztywniających płat. Podwozie dwugoleniowe wykonane z profilowanych rur stalowych, wypełnionych drewnem. Zastosowano w nim gumowe amortyzatory oraz tłumiki drgań.
Łącznie wyprodukowano ok. 450 samolotów tego typu, z tego 30 sztuk na licencji w Rumunii. Cieszył się on dużym uznaniem wśród pilotów i używany był w lotnictwie w latach dwudziestych i trzydziestych. Używano go w lotnictwie Francji, Związku Radzieckiego, Argentyny, Belgii, Gwatemali, Brazylii, Turcji, Rumunii i Polski.

## Użycie samolotu w lotnictwie polskim
W 1922 roku na polecenie gen. bryg. Włodzimierza Zagórskiego zakupiono we Francji dla Sił Powietrznych 70 samolotów Morane-Saulnier MS.35 EP2. Dostarczono je do Polski w 1925 roku. Stosowano je w latach 1925–1934 w dywizjonach szkolnych i eskadrach treningowych pułków lotniczych oraz szkołach lotniczych do nauki pilotażu i podstawowych figur akrobacji. W pułkach lotniczych używano ich również jako samoloty łącznikowe oraz do współpracy z artylerią i wojskami służby granicznej.
Samoloty te znalazły się również na wyposażeniu Centrum Wyszkolenia Lotnictwa w Dęblinie, gdzie w latach 1931–1932 przeszkoliło się na nich wielu znanych później pilotów. M.in. dowódcą jednego z kursów pilotażu na samolotach MS-35 EP2 był tam por. pil. Franciszek Żwirko, a eskadrą szkolną dowodził por. pil. Janusz Meissner.
W 1934 roku samoloty Morane-Saulnier MS-35 EP2 wycofano z jednostek wojskowych i przekazano lotnictwu cywilnemu oraz do Ośrodków Lotniczego Przysposobienia Wojskowego, gdzie eksploatowano je do 1938 roku aż do prawie całkowitego ich zużycia.

## Opis techniczny
Samolot Morane-Saulnier MS-35 EP2 był dwumiejscowym samolotem szkolno-akrobacyjnym, górnopłatem typu parasol o konstrukcji mieszanej, przeważnie drewnianej. Podwozie samolotu było klasyczne, stałe. Napęd stanowił silnik rotacyjny (wirujący) z dwułopatowym drewnianym śmigłem o stałym skoku.